# Autoprotolyse de l'eau

L'autoprotolyse de l'eau ou auto-ionisation de l'eau (également appelée autodissociation de l'eau ou simplement dissociation de l'eau) est une réaction d'ionisation dans l'eau pure ou dans une solution aqueuse, dans laquelle une molécule d'eau, H2O, se déprotone (c'est-à-dire perd le noyau de l'un de ses atomes d'hydrogène) pour devenir un ion hydroxyde, OH−. Le noyau d'hydrogène, H+, protone immédiatement une autre molécule d'eau pour former un cation hydronium, H3O+. Cet exemple d'autoprotolyse illustre la nature amphotère de l'eau.

## Histoire et convention de notation
L'auto-ionisation de l'eau a été proposée pour la première fois en 1884 par Svante Arrhenius dans le cadre de la théorie de la dissociation ionique qu'il proposait pour expliquer la conductivité des électrolytes, dont l'eau. Arrhenius a écrit l'auto-ionisation comme H2O ⇌ H+ + OH−.
À cette époque, on ne savait encore rien de la structure atomique ou des particules subatomiques, il n'avait donc aucune raison de considérer la formation d'un ion H+ à partir d'un atome d'hydrogène lors de l'électrolyse comme moins probable que, par exemple, la formation d'un ion Na+ à partir d'un atome de sodium.
En 1923, Johannes Nicolaus Brønsted et Martin Lowry ont émis l'hypothèse que l'autoprotolyse de l'eau implique en fait deux molécules d'eau : H2O + H2O ⇌  H3O+ + OH−. À cette époque, l'électron et le noyau avaient été découverts et Rutherford avait démontré qu'un noyau est beaucoup plus petit qu'un atome. Cela inclurait un ion nu H+ qui correspondrait à un proton avec zéro électron. Brønsted et Lowry ont suggéré que cet ion n'existe pas libre en solution, mais se fixe toujours à une molécule d'eau (ou à un autre solvant) pour former l'ion hydronium H3O+ (ou à un autre solvant protoné).
Des preuves spectroscopiques ultérieures ont montré que de nombreux protons sont en fait hydratés par plus d'une molécule d'eau. La notation la plus descriptive pour l'ion hydraté est H+(aq), où aq (pour aqueux) indique un nombre indéfini ou variable de molécules d'eau. Cependant, les notations H+ et H3O+ sont encore largement utilisées en raison de leur importance historique. Cet article représente principalement le proton hydraté comme H3O+, correspondant à l'hydratation par une seule molécule d'eau.

## Constante d'équilibre

Animation montrant l'auto-ionisation de l'eau

L'eau chimiquement pure a une conductivité électrique électrolytique de 0,055 μS/cm. Selon les théories de Svante Arrhenius, cela doit être dû à la présence d'ions. Les ions sont produits par la réaction d'autoprotolyse, qui s'applique à l'eau pure et à toute solution aqueuse :
H2O + H2O ⇌ H3O+ + OH−
Exprimée avec l'activité thermodynamique a, au lieu des concentrations, la constante d'équilibre thermodynamique pour la réaction d'ionisation de l'eau est :
{\displaystyle K_{\rm {eq}}={\frac {a_{\rm {H_{3}O^{+}}}\cdot a_{\rm {OH^{-}}}}{a_{\rm {H_{2}O}}^{2}}}}
qui est numériquement égale à la constante d'équilibre thermodynamique plus traditionnelle écrite comme suit :
{\displaystyle K_{\rm {eq}}={\frac {a_{\rm {H^{+}}}\cdot a_{\rm {OH^{-}}}}{a_{\rm {H_{2}O}}}}}
en supposant que la somme des potentiels chimiques de H+ et H3O+ est formellement égale à deux fois le potentiel chimique de H2O à la même température et à la même pression.
Parce que la plupart des solutions acide-base sont généralement très diluées, l'activité de l'eau est généralement estimée à l'unité, ce qui permet à l'ion produit de l'eau à exprimer comme :
{\displaystyle K_{\rm {eq}}\approx a_{\rm {H_{3}O^{+}}}\cdot a_{\rm {OH^{-}}}}
Dans les solutions aqueuses diluées, les activités des solutés (espèces dissoutes telles que les ions) sont approximativement égales à leurs concentrations. Ainsi, la « constante d'ionisation », la « constante de dissociation », la « constante d'auto-ionisation », la « constante de produit ionique eau » ou le « produit ionique » de l'eau, symbolisée par « K »w, peut être donnée par :
{\displaystyle K_{\rm {w}}=[{\rm {H_{3}O^{+}}}][{\rm {OH^{-}}}]}
où [H3O+] est la molarité (concentration molaire) de cation hydrogène ou ion hydronium, et [OH−] est la concentration de l'ion hydroxyde. Lorsque la constante d'équilibre est écrite comme un produit de concentrations (par opposition aux activités), il est nécessaire d'apporter des corrections à la valeur de {\displaystyle K_{\rm {w}}} en fonction de la force ionique et d'autres facteurs (voir ci-dessous).
À 24,87 °C et une force ionique nulle, Kw est égal à 1,0 × 10−14. Il est notable que comme pour toutes les constantes d'équilibre, le résultat est sans dimension car la concentration est en fait une concentration relative à l'état standard, qui pour H+ et OH− sont tous deux définis comme étant 1 molaire (= 1 mol/kg) lorsque la molalité est utilisée ou 1 molaire (= 1 mol/L) lorsque la concentration molaire est utilisée. Pour de nombreuses applications pratiques, les concentrations molaires (moles de soluté/kg d'eau) et molaires (moles de soluté/L de solution) peuvent être considérées comme presque égales à température et pression ambiantes si la densité de la solution reste proche de un (c'est-à-dire des solutions suffisamment diluées et un effet négligeable des changements de température). L'avantage principal de l'unité de concentration molaire (mol/kg d'eau) est de produire des valeurs de concentration stables et robustes, indépendantes de la densité de la solution et des variations de volume (densité dépendant de la salinité de l'eau (force ionique), de la température et de la pression) ; par conséquent, la molalité est l'unité privilégiée utilisée dans les calculs thermodynamiques ou dans des conditions précises ou moins courantes, par exemple pour l'eau de mer dont la densité est sensiblement différente de celle de l'eau pure, ou à des températures élevées, comme celles qui règnent dans les centrales thermiques.
Nous pouvons également définir pKw {\displaystyle \equiv } −log10 Kw (qui vaut environ 14 à 25 °C). Ceci est analogue aux notations pH et pKa pour une constante de dissociation acide, où le symbole p désigne un cologarithme. La forme logarithmique de l'équation de la constante d'équilibre est pKw = pH + pOH.

## Dépendance à la température, à la pression et à la force ionique
|  |  |  |

La dépendance de l'ionisation de l'eau à la température et à la pression a été étudiée en profondeur. La valeur de pKw diminue à mesure que la température augmente à partir du point de fusion de la glace jusqu'à un minimum d'environ 250 °C, après quoi elle augmente jusqu'au point critique de l'eau d'environ 374 °C. Elle diminue lorsque la pression augmente.
| Température | Pression | pKw   |
| ----------- | -------- | ----- |
| 0 °C        | 0,10 MPa | 14,95 |
| 25 °C       | 0,10 MPa | 13,99 |
| 50 °C       | 0,10 MPa | 13,26 |
| 75 °C       | 0,10 MPa | 12,70 |
| 100 °C      | 0,10 MPa | 12,25 |
| 150 °C      | 0,47 MPa | 11,64 |
| 200 °C      | 1,5 MPa  | 11,31 |
| 250 °C      | 4,0 MPa  | 11,20 |
| 300 °C      | 8,7 MPa  | 11,34 |
| 350 °C      | 17 MPa   | 11,92 |

Avec des solutions d'électrolyte, la valeur de pKw dépend de la force ionique de l'électrolyte. Les valeurs pour le chlorure de sodium sont typiques d'un électrolyte 1:1. Avec des électrolytes 1:2, MX2, pKw diminue avec l'augmentation de la force ionique.
La valeur de Kw est généralement intéressante dans la phase liquide. Des exemples de valeurs pour la vapeur surchauffée (gaz) et le fluide eau supercritique sont donnés dans le tableau.
| Temp.Pressure | 350 °C            | 400 °C  | 450 °C  | 500 °C  | 600 °C  | 800 °C  |
| ------------- | ----------------- | ------- | ------- | ------- | ------- | ------- |
| 0,1 MPa       |                   | 47,961b | 47,873b | 47,638b | 46,384b | 40,785b |
| 17 MPa        | 11,920 (liquide)a |         |         |         |         |         |
| 25 MPa        | 11,551 (liquide)c | 16,566  | 18,135  | 18,758  | 19,425  | 20,113  |
| 100 MPa       | 10,600 (liquide)c | 10,744  | 11,005  | 11,381  | 12,296  | 13,544  |
| 1000 MPa      | 8,311 (liquide)c  | 8,178   | 8,084   | 8,019   | 7,952   | 7,957   |
Notes sur le tableau. Les valeurs sont pour un fluide supercritique, sauf celles marquées : a à une pression de saturation correspondant à 350 °C. b vapeur surchauffée. c liquide comprimé ou sous-refroidi.

## Effets isotopiques
L'eau lourde, D2O, s'auto-ionise moins que l'eau normale, H2O ; :D2O + D2O ⇌ D3O+ + OD−
Cela est dû à l'effet isotopique d'équilibre, un effet de la mécanique quantique attribué à l'oxygène formant une liaison légèrement plus forte au deutérium car la masse plus importante du deutérium entraîne une énergie du point zéro plus faible.
Exprimée avec des activités a, au lieu de concentrations, la constante d'équilibre thermodynamique pour la réaction d'ionisation de l'eau lourde est :
{\displaystyle K_{\rm {eq}}={\frac {a_{\rm {D_{3}O^{+}}}\cdot a_{\rm {OD^{-}}}}{a_{\rm {D_{2}O}}^{2}}}}
En supposant que l'activité de D2O est de 1, et en supposant que les activités de D3O+ et OD− sont étroitement approchées par leurs concentrations
{\displaystyle K_{\rm {w}}=[{\rm {D_{3}O^{+}}}][{\rm {OD^{-}}}]}
Le tableau suivant compare les valeurs de pKw pour H2O et D2O.
| T/°C | 10     | 20     | 25     | 30     | 40     | 50     |
| H2O  | 14.535 | 14.167 | 13.997 | 13.830 | 13,535 | 13,262 |
| D2O  | 15,439 | 15,049 | 14,869 | 14,699 | 14,385 | 14.103 |

### Équilibres d'ionisation dans les mélanges eau–eau lourde
Dans les équilibres eau–eau lourde, plusieurs espèces sont impliquées : H2O, HDO, D2O, H3O+, D3O+, H2DO+, HD2O+, HO−, DO−.

## Mécanisme
La vitesse de réaction pour la réaction d'ionisation
2 H2O → H3O+ + OH−
dépend de l'énergie d'activation, ΔE‡. Selon la distribution de Boltzmann, la proportion de molécules d'eau qui ont suffisamment d'énergie, en raison de la population thermique, est donnée par
{\displaystyle {\frac {N}{N_{0}}}=e^{-{\frac {\Delta E^{\ddagger }}{kT}}}}
où k est la constante de Boltzmann. Ainsi, une certaine dissociation peut se produire car une énergie thermique suffisante est disponible. La séquence d'événements suivante a été proposée sur la base des fluctuations du champ électrique dans l'eau liquide. Des fluctuations aléatoires dans les mouvements moléculaires produisent occasionnellement (environ une fois toutes les 10 heures par molécule d'eau) un champ électrique suffisamment fort pour rompre une liaison oxygène-hydrogène, ce qui donne un hydroxyde (OH−) et un ion hydronium (H3O+) ; le noyau d'hydrogène de l'ion hydronium se déplace le long des molécules d'eau par le mécanisme de Grotthuss et un changement dans le réseau de liaisons hydrogène dans le solvant isole les deux ions, qui sont stabilisés par solvatation. Cependant, en 1 picoseconde, une seconde réorganisation du réseau de liaisons hydrogène permet un transfert rapide des protons le long de la différence de potentiel électrique et une recombinaison ultérieure des ions. Cette échelle de temps est cohérente avec le temps nécessaire aux liaisons hydrogène pour se réorienter dans l'eau,,.
La réaction de recombinaison inverse
H3O+ + OH− → 2 H2O
est l'une des réactions chimiques les plus rapides connues, avec une constante de vitesse de réaction de 1,3 × 1011 M-1 s-1 à température ambiante. Une vitesse aussi rapide est caractéristique d'une réaction contrôlée par diffusion, dans laquelle la vitesse est limitée par la vitesse de diffusion moléculaire.

## Relation avec le point neutre de l'eau
Les molécules d'eau se dissocient en quantités égales de H3O+ et de OH−, de sorte que leurs concentrations sont presque exactement de 1,00 × 10−7 mol dm-3 à 25 °C et 0,1 MPa. Une solution dans laquelle les concentrations de H3O+ et de OH− sont égales est considérée comme une solution neutre solution. En général, le pH du point neutre est numériquement égal à 1/2pKw.
L'eau pure est neutre, mais la plupart des échantillons d'eau contiennent des impuretés. Si une impureté est un acide ou une base, cela affectera les concentrations d'ions hydronium et d'ions hydroxyde. Les échantillons d'eau exposés à l'air absorberont une partie du dioxyde de carbone pour former de l'acide carbonique (H2CO3) et la concentration de H3O+ augmentera en raison de la réaction H2CO3 + H2O = HCO3− + H3O+. La concentration en OH− va diminuer de telle manière que le produit [H3O+][OH−] reste constant pour une température et une pression fixes. Ainsi, ces échantillons d'eau seront légèrement acides. Si un pH de 7,0 exactement est requis, il doit être maintenu avec une solution tampon appropriée.